# 総合病院

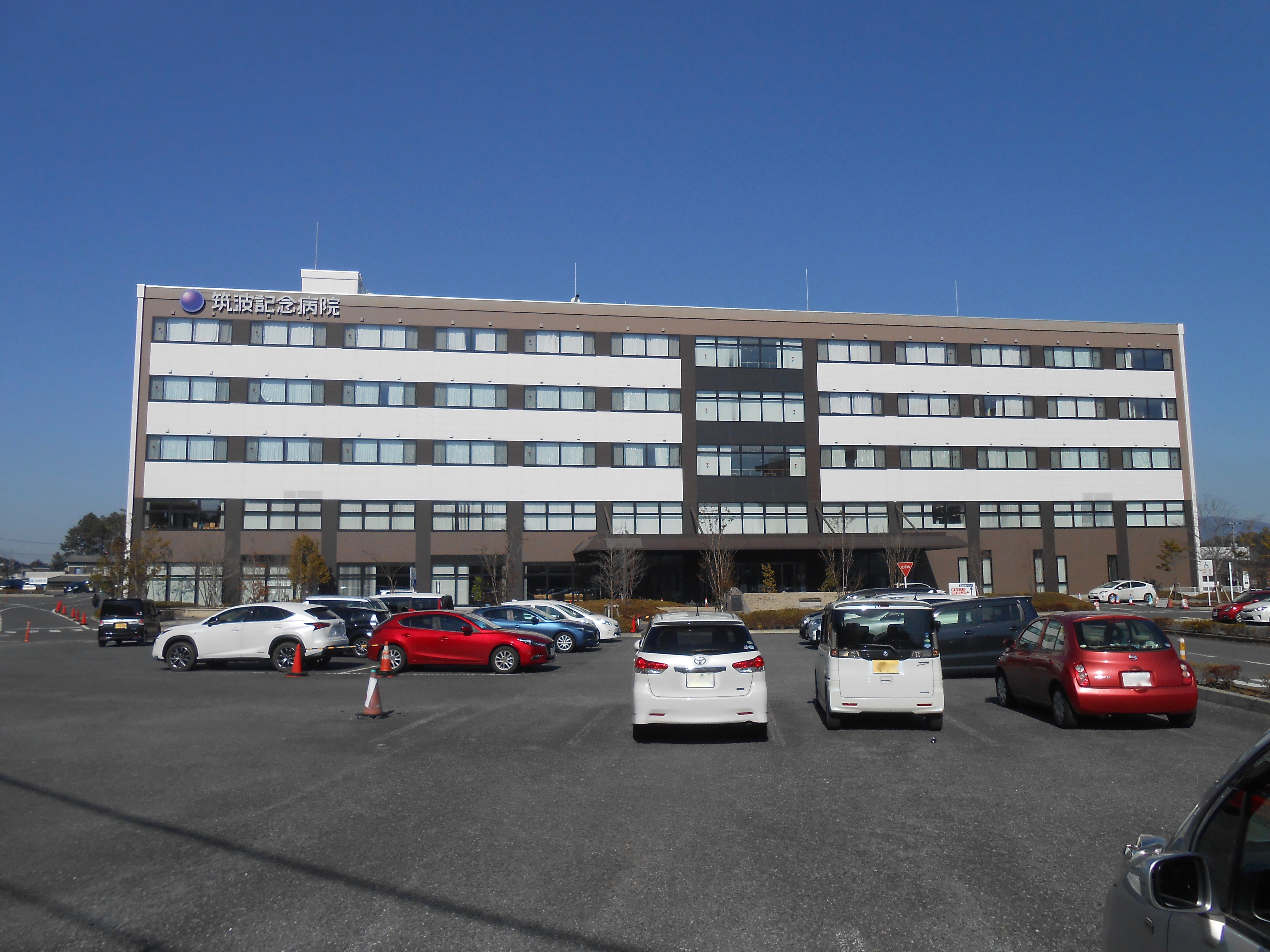
筑波記念病院（茨城県つくば市）

総合病院（そうごうびょういん、英語:General Hospital）とは、許可病床数100床以上で主要な診療科（最低でも内科、外科、産婦人科、眼科、耳鼻咽喉科の5科）を含む病院のこと。従来は医療法で規定されていたが、1996年の医療法の改正により廃止されている。
従来医療法で定められていた総合病院については、診療科ごとに診療報酬明細書が作成され、高額療養費の計算も各診療科を別の保険医療機関であるとみなして計算されていた。そのため、70歳未満の患者においては、一部負担金相当額が21,000円以上の診療報酬明細書のみが高額療養費の積算対象であるので、高額療養費が患者の不利に計算されることがあった。平成22年4月診療分以降は、上記に該当する総合病院についても病院ごとに診療報酬明細書が作成されることとなっている。
なお、先に述べた医療法で定める基準に該当する病院かどうかを問わず、現在も一般市民などから総合病院と呼ばれている病院は多い。それらは一般的に、多数の診療科を有している、その地域の中心的な病院である、二次救急以上に対応する救急病院としての機能がある、などの理由に依るものである。